# 독립 방송국
독립 방송국 또는 인디 방송국(independent station)은 더 큰 방송 네트워크에 소속되지 않은 방송국(일반적으로 텔레비전 방송국)이다. 따라서 구매한 신디케이트 프로그램(제3자가 방송국에 방송 시간 비용을 지불하는 중개 프로그램, 그리고 자체적으로 생산하는 지역 프로그램)만 방송한다.
북아메리카와 일본 TV에서는 일반 엔터테인먼트 형식을 갖춘 독립 방송국이 뚜렷한 방송국 클래스로 등장했다. 그 이유는 네트워크 제휴가 부족하여 프로그램 내용, 편성, 홍보에 있어서 독특한 전략은 물론 주요 네트워크 계열사와 비교하여 다른 경제성으로 이어졌기 때문이다. 미국의 빅 3 네트워크(ABC (미국의 방송사), CBS (미국의 방송사), NBC)는 전통적으로 계열사에 하루에 상당한 프로그램 시간을 제공한 반면, 이후의 네트워크 스타트업인 폭스 방송, UPN 및 The WB(후자의 두 네트워크는 The WB에 의해 계승됨) CW 및 그 정도는 덜하지만 마이네트워크TV)—계열사에 제공되는 프로그램 수가 훨씬 적다. 1990년대 초반까지 폭스 계열사는 종종 독립 기업으로 간주되었다.